# Copa Desafío de la AFC 2014
La Copa Desafío de la AFC 2014 fue la quinta y última edición de la Copa Desafío de la AFC, torneo de fútbol que reunía a las selecciones nacionales de Asia de más bajo nivel. Fue organizado por la Confederación Asiática de Fútbol (AFC) y se disputó entre el 19 y el 30 de mayo en Maldivas, con la participación de 8 seleccionados nacionales masculinos.
Palestina se coronó campeón del certamen al vencer por 1-0 en la final a Filipinas, casualmente el mismo rival con el que había perdido el partido por el tercer lugar en la edición anterior. El título le otorgó la clasificación directa a la Copa Asiática 2015.
Esta edición de la copa fue la última del certamen, luego de que la AFC decidiera aumentar a 24 la cantidad de equipos que disputan la Copa Asiática —torneo más importante del continente— a partir de su edición de 2019. Tiempo después, ante el reclamo de las selecciones de más bajo nivel, que argumentaban las dificultades de organizar partidos amistosos por sus propios medios y alegaban la falta de un certamen que les garantizara desarrollo futbolístico, la Confederación Asiática acabó creando la Copa Solidaridad de la AFC, que comenzó a jugarse en el 2016.

## Elección del país anfitrión
A diferencia de las ediciones previas, la AFC determinó la sede antes de que se jugara la fase clasificatoria y de que se definieran los equipos participantes del certamen, otorgando la clasificación de manera directa a la selección de aquel país que se encargara de organizar la competición.
Cuatro naciones expresaron su interés para acoger el torneo: India, Maldivas, Filipinas y Tayikistán. La confederación anunció el 13 de noviembre de 2012 que las Maldivas y Filipinas estaban en la lista final. La decisión definitiva se dio en la reunión del Comité de Competiciones de la AFC del 28 de noviembre de 2013, donde se le otorgó la organización del torneo a Maldivas.

### Sede
Tras un período de renovaciones, el Ministerio de Juventud y Deporte de las Maldivas confirmó que serían dos los estadios que albergarían los partidos de la competencia.
| Malé                        | Ciudad de Addu              |
| --------------------------- | --------------------------- |
| Atolón de Seenu (UTC+05:00) | Atolón de Kaafu (UTC+05:00) |
| Estadio Nacional            | Estadio de Fútbol de Addu   |
| Capacidad: 13 000           | Capacidad: 5 000            |
|                             |                             |

## Formato
Las 8 selecciones participantes fueron divididas en 2 grupos de 4 equipos cada una. Dentro de cada grupo, las selecciones se enfrentaron bajo el sistema de todos contra todos, a una sola rueda, de manera tal que cada una de ellas disputó tres partidos. Los puntos se computaron a razón de 3 —tres— por partido ganado, 1 —uno— en caso de empate y 0 —cero— por cada derrota.
Las dos selecciones de cada grupo mejor ubicadas en la tabla de posiciones final pasaron a las semifinales. El orden de clasificación se determinó teniendo en cuenta los siguientes criterios, en orden de preferencia:
1. El mayor número de puntos obtenidos.
2. El mayor número de puntos obtenidos en los partidos entre los equipos en cuestión.
3. La mayor diferencia de goles en los partidos entre los equipos en cuestión.
4. El mayor número de goles anotados por cada equipo en los partidos entre los equipos en cuestión.
5. La mayor diferencia de goles en todos los partidos del grupo.
6. El mayor número de goles a favor en todos los partidos del grupo.
7. Tiros desde el punto penal (si ambos equipos hubieran empatado en todos los criterios anteriores y se encontraran al mismo tiempo en el campo de juego).
8. Puntos de juego limpio.
9. Sorteo del comité organizador.

Los cuatro clasificados disputaron las semifinales. Los perdedores de dicha instancia disputaron el partido por el tercer puesto, y los vencedores jugaron la final, cuyo ganador se consagró campeón.
El sistema de puntos de juego limpio toma en consideración las tarjetas amarillas y rojas recibidas en todos los partidos de la fase de grupos, deduciendo puntos como se indica en la siguiente lista:
- cada tarjeta amarilla: menos 1 punto
- tarjeta roja como consecuencia de una segunda tarjeta amarilla: menos 3 puntos
- tarjeta roja directa: menos 3 puntos
- tarjeta amarilla y roja directa: menos 4 puntos

## Equipos participantes
El sorteo de clasificación fue celebrado el 11 de diciembre de 2012, en Kuala Lumpur, Malasia. Los veinte equipos involucrados en la clasificación se repartieron en cinco grupos de cuatro equipos. Los cinco ganadores de cada grupo más los dos mejores segundos se clasificaron para la fase final. Maldivas, como país anfitrión, no formó parte del proceso. Por su parte, Corea del Norte, campeona de la edición de 2012, no fue autorizada a participar en esta edición.
En cursiva los equipos debutantes.
| Equipos participantes | Equipos participantes | Equipos participantes | Equipos participantes |
| --------------------- | --------------------- | --------------------- | --------------------- |
| Afganistán            | Filipinas             | Laos                  | Palestina             |
| Birmania              | Kirguistán            | Maldivas              | Turkmenistán          |

## Fase de grupos
- Los horarios son correspondientes a la hora de Maldivas (UTC+5:00).

### Grupo A
| Pos. | Equipo       | Pts. | PJ | G | E | P | GF | GC | Dif. | Clasificación |
| ---- | ------------ | ---- | -- | - | - | - | -- | -- | ---- | ------------- |
| 1    | Palestina    | 7    | 3  | 2 | 1 | 0 | 3  | 0  | +3   | Semifinales   |
| 2    | Maldivas (H) | 4    | 3  | 1 | 1 | 1 | 4  | 3  | +1   | Semifinales   |
| 3    | Kirguistán   | 3    | 3  | 1 | 0 | 2 | 1  | 3  | −2   |               |
| 4    | Birmania     | 3    | 3  | 1 | 0 | 2 | 3  | 5  | −2   |               |

 Fuente: RSSSF
| 19 de mayo de 2014   | Palestina      | 1:0 (0:0) | Kirguistán | Estadio Nacional, Malé                                  |                                                         |
| 16:00 MVT (UTC+5:00) | Abuhabib 90+6' |           |            | Asistencia: 500 espectadores Árbitro(s): Yudai Yamamoto | Asistencia: 500 espectadores Árbitro(s): Yudai Yamamoto |

| 19 de mayo de 2014   | Maldivas                       | 2:3 (0:2) | Birmania                                   | Estadio Nacional, Malé                                       |                                                              |
| 21:00 MVT (UTC+5:00) | Mohamed 55' · Ali Ashfaq 90+6' |           | Kyaw Ko Ko 38' · Nyein Chan Aung 45' 90+5' | Asistencia: 8 300 espectadores Árbitro(s): Abdullah Baloushi | Asistencia: 8 300 espectadores Árbitro(s): Abdullah Baloushi |

| 21 de mayo de 2014   | Birmania | 0:2 (0:1) | Palestina                       | Estadio Nacional, Malé                                      |                                                             |
| 16:00 MVT (UTC+5:00) |          |           | Abuhabib 45+4' · Alfawaghra 50' | Asistencia: 600 espectadores Árbitro(s): Nagor Amir Mohamed | Asistencia: 600 espectadores Árbitro(s): Nagor Amir Mohamed |

| 21 de mayo de 2014   | Kirguistán | 0:2 (0:0) | Maldivas       | Estadio Nacional, Malé                             |                                                    |
| 21:00 MVT (UTC+5:00) |            |           | Ashfaq 61' 71' | Asistencia: 8 000 espectadores Árbitro(s): Wang Di | Asistencia: 8 000 espectadores Árbitro(s): Wang Di |

| 23 de mayo de 2014   | Maldivas | 0:0 | Palestina | Estadio Nacional, Malé                                    |                                                           |
| 21:00 MVT (UTC+5:00) |          |     |           | Asistencia: 8 300 espectadores Árbitro(s): Yudai Yamamoto | Asistencia: 8 300 espectadores Árbitro(s): Yudai Yamamoto |

| 23 de mayo de 2014   | Kirguistán   | 1:0 (1:0) | Birmania | Estadio de Fútbol de Addu, Ciudad de Addu             |                                                       |
| 21:00 MVT (UTC+5:00) | Verevkin 18' |           |          | Asistencia: 300 espectadores Árbitro(s): Ko Hyung-jin | Asistencia: 300 espectadores Árbitro(s): Ko Hyung-jin |

### Grupo B
| Pos. | Equipo       | Pts. | PJ | G | E | P | GF | GC | Dif. | Clasificación |
| ---- | ------------ | ---- | -- | - | - | - | -- | -- | ---- | ------------- |
| 1    | Filipinas    | 7    | 3  | 2 | 1 | 0 | 4  | 0  | +4   | Semifinales   |
| 2    | Afganistán   | 5    | 3  | 1 | 2 | 0 | 3  | 1  | +2   | Semifinales   |
| 3    | Turkmenistán | 3    | 3  | 1 | 0 | 2 | 6  | 6  | 0    |               |
| 4    | Laos         | 1    | 3  | 0 | 1 | 2 | 1  | 7  | −6   |               |

 Fuente: RSSSF
| 20 de mayo de 2014   | Turkmenistán                                                                        | 5:1 (1:1) | Laos           | Estadio de Fútbol de Addu, Ciudad de Addu             |                                                       |
| 16:00 MVT (UTC+5:00) | Baýramow 42' · Durdyýew 50' (pen.) 85' · Keodouangdeth 55' (a.g.) · Hojaahmedow 87' |           | Sayavutthi 34' | Asistencia: 500 espectadores Árbitro(s): Ko Hyung-jin | Asistencia: 500 espectadores Árbitro(s): Ko Hyung-jin |

| 20 de mayo de 2014   | Filipinas | 0:0 | Afganistán | Estadio de Fútbol de Addu, Ciudad de Addu                   |                                                             |
| 21:00 MVT (UTC+5:00) |           |     |            | Asistencia: 500 espectadores Árbitro(s): Valentin Kovalenko | Asistencia: 500 espectadores Árbitro(s): Valentin Kovalenko |

| 22 de mayo de 2014   | Laos | 0:2 (0:1) | Filipinas               | Estadio de Fútbol de Addu, Ciudad de Addu                   |                                                             |
| 16:00 MVT (UTC+5:00) |      |           | Rota 41' · Reichelt 63' | Asistencia: 300 espectadores Árbitro(s): Dmitriy Mashentsev | Asistencia: 300 espectadores Árbitro(s): Dmitriy Mashentsev |

| 22 de mayo de 2014   | Afganistán                               | 3:1 (1:0) | Turkmenistán | Estadio de Fútbol de Addu, Ciudad de Addu                                  |                                                                            |
| 21:00 MVT (UTC+5:00) | Amiri 45+1' · Hatifi 61' · Shayesteh 86' |           | Muhadow 64'  | Asistencia: 1 500 espectadores Árbitro(s): Jameel Juma Abdulhusain Mohamed | Asistencia: 1 500 espectadores Árbitro(s): Jameel Juma Abdulhusain Mohamed |

| 24 de mayo de 2014   | Turkmenistán | 0:2 (0:0) | Filipinas                          | Estadio Nacional, Malé                                      |                                                             |
| 16:00 MVT (UTC+5:00) |              |           | P. Younghusband 49' · Reichelt 73' | Asistencia: 500 espectadores Árbitro(s): Nagor Amir Mohamed | Asistencia: 500 espectadores Árbitro(s): Nagor Amir Mohamed |

| 24 de mayo de 2014   | Afganistán | 0:0 | Laos | Estadio de Fútbol de Addu, Ciudad de Addu                   |                                                             |
| 16:00 MVT (UTC+5:00) |            |     |      | Asistencia: 600 espectadores Árbitro(s): Valentin Kovalenko | Asistencia: 600 espectadores Árbitro(s): Valentin Kovalenko |

## Fase de eliminatorias

### Cuadro de desarrollo
|  | Semifinales       | Semifinales |                              |   | Final | Final |
|  |                   |             |                              |   |       |       |
|  | 27 de mayo – Malé |             |                              |   |       |       |
|  |                   |             |                              |   |       |       |
|  | Palestina         | 2           |                              |   |       |       |
|  | Palestina         | 2           | 30 de mayo – Malé            |   |       |       |
|  | Afganistán        | 0           |                              |   |       |       |
|  | Afganistán        | 0           | Palestina                    | 1 |       |       |
|  | 27 de mayo – Malé |             | Palestina                    | 1 |       |       |
|  |                   | Filipinas   | 0                            |   |       |       |
|  | Filipinas (t.s.)  | Filipinas   | 0                            | 3 |       |       |
|  | Filipinas (t.s.)  |             |                              | 3 |       |       |
|  | Maldivas          | 2           |                              |   |       |       |
|  | Maldivas          | 2           | Partido por el tercer puesto |   |       |       |
|  |                   |             |                              |   |       |       |
|  | 29 de mayo – Malé |             |                              |   |       |       |
|  |                   |             |                              |   |       |       |
|  | Afganistán        | 1 (7)       |                              |   |       |       |
|  | Afganistán        | 1 (7)       |                              |   |       |       |
|  | Maldivas (p)      | 1 (8)       |                              |   |       |       |

### Semifinales
| 27 de mayo de 2014   | Palestina                 | 2:0 (1:0) | Afganistán | Estadio Nacional, Malé                                |                                                       |
| 15:30 MVT (UTC+5:00) | Alfawaghra 43' (pen.) 47' |           |            | Asistencia: 500 espectadores Árbitro(s): Ko Hyung-jin | Asistencia: 500 espectadores Árbitro(s): Ko Hyung-jin |

| 27 de mayo de 2014   | Filipinas                                         | 2:3 (2:2, 2:1) (t. s.) | Maldivas                    | Estadio Nacional, Malé                                       |                                                              |
| 21:00 MVT (UTC+5:00) | P. Younghusband 19' · Lucena 38' · Greatwich 104' |                        | Mohamed 36' · Asadhulla 66' | Asistencia: 8 300 espectadores Árbitro(s): Abdullah Baloushi | Asistencia: 8 300 espectadores Árbitro(s): Abdullah Baloushi |

### Tercer puesto
| 29 de mayo de 2014   | Afganistán                                                                              | 1:1 (0:0, 0:0) (t. s.)(7:8 p.) | Maldivas                                                                          | Estadio Nacional, Malé                                        |                                                               |
| 21:00 MVT (UTC+5:00) | Karimi 114'                                                                             |                                | Fasir 118'                                                                        | Asistencia: 6 500 espectadores Árbitro(s): Dmitriy Mashentsev | Asistencia: 6 500 espectadores Árbitro(s): Dmitriy Mashentsev |
|                      |                                                                                         | Tiros desde el punto penal     |                                                                                   |                                                               |                                                               |
|                      | Alikhil · Zazai · Hadid · Karimi · Faqiryar · Sharityar · Daudi · Sakhizada · Shayesteh |                                | Ashfaq · Abdul Ghanee · Fasir · Rilwan · Qasim · Rasheed · Ali · Mohamed · Fazeel |                                                               |                                                               |

### Final
| 30 de mayo de 2014   | Palestina      | 1:0 (0:0) | Filipinas | Estadio Nacional, Malé                                        |                                                               |
| 21:00 MVT (UTC+5:00) | Alfawaghra 59' |           |           | Asistencia: 6 300 espectadores Árbitro(s): Valentin Kovalenko | Asistencia: 6 300 espectadores Árbitro(s): Valentin Kovalenko |

|                      |
| Bandera de Palestina |
| Campeón              |
| Palestina            |
| 1.º título           |

## Estadísticas

### Tabla general
| Pos. | Equipo       | Pts | PJ | PG | PE | PP | GF | GC | Dif. | Rend.  |
| ---- | ------------ | --- | -- | -- | -- | -- | -- | -- | ---- | ------ |
| 1    | Palestina    | 13  | 5  | 4  | 1  | 0  | 6  | 0  | 6    | 86,66% |
| 2    | Filipinas    | 10  | 5  | 3  | 1  | 1  | 7  | 3  | 4    | 66,66% |
| 3    | Maldivas     | 5   | 5  | 1  | 2  | 2  | 7  | 7  | 0    | 33,33% |
| 4    | Afganistán   | 6   | 5  | 1  | 3  | 1  | 4  | 4  | 0    | 40%    |
| 5    | Turkmenistán | 3   | 3  | 1  | 0  | 2  | 6  | 6  | 0    | 33,33% |
| 6    | Birmania     | 3   | 3  | 1  | 0  | 2  | 3  | 5  | −2   | 33,33% |
| 7    | Kirguistán   | 3   | 3  | 1  | 0  | 2  | 1  | 3  | −2   | 33,33% |
| 8    | Laos         | 1   | 3  | 0  | 1  | 2  | 1  | 7  | −6   | 11,11% |

### Goleadores
4 goles
- Ashraf Nu'man

3 goles
- Ali Ashfaq

2 goles
- Mohammad Umair
- Kyaw Ko Ko
- Abdelhamid Abuhabib
- Patrick Reichelt
- Phil Younghusband
- Didar Durdyýew

1 gol
- Zohib Islam Amiri
- Ahmad Hatifi
- Hamidullah Karimi
- Faysal Shayesteh
- Vladimir Verevkin
- Khampheng Sayavutthi
- Assadhulla Abdulla
- Ali Fasir
- Nyein Chan Aung
- Chris Greatwich
- Jerry Lucena
- Simone Rota
- Döwlet Baýramow
- Bahtiýar Hojaahmedow
- Süleýman Muhadow

Autogol
- Vathana Keodouangdeth (ante Turkmenistán)

### Jugador Más Valioso
| Jugador      | Selección |
| ------------ | --------- |
| Murad Ismail | Palestina |